# 烏馬尼
烏馬尼（西班牙語：Umaní），是巴拿馬的城鎮，位於該國西北部，由恩戈貝-布格雷特區的穆納區負責管轄，面積24.1平方公里，2010年人口2,148，人口密度每平方公里89.1人。